# Tour de Corse 2001
Il Tour de Corse 2001, ufficialmente denominato 45éme Tour de Corse - Rallye de France, è stata la dodicesima prova del campionato del mondo rally 2001 nonché la quarantacinquesima edizione del Tour de Corse e la ventottesima con valenza mondiale.

## Riepilogo
La manifestazione si è svolta dal 19 al 21 ottobre sulle tortuose e strette strade che attraversano le zone montuose della Corsica; si gareggiò nei territori situati a un raggio massimo di 30 km dal capoluogo Ajaccio, sede principale del rally, mentre non vennero incluse in questa edizione le classiche speciali che negli anni precedenti si correvano nelle zone attorno alla cittadina di Corte.
L'evento è stato vinto dallo spagnolo Jesús Puras, navigato dal connazionale Marc Martí, al volante di una Citroën Xsara WRC della squadra Automobiles Citroën, entrambi alla prima vittoria iridata in carriera, davanti alle coppie francesi formate da Gilles Panizzi e Hervé Panizzi, su Peugeot 206 WRC (2001) della scuderia Peugeot Total, e da Didier Auriol e Denis Giraudet, compagni di squadra dei fratelli Panizzi.
L'uruguaiano Gustavo Trelles e l'argentino Jorge del Buono, su Mitsubishi Lancer Evo VI, hanno invece conquistato la vittoria nella Coppa FIA piloti gruppo N, mentre l'equipaggio formato dal francese Sébastien Loeb e dal monegasco Daniel Elena si sono aggiudicati la quinta tappa della Coppa FIA piloti Super 1600 alla guida di una Citroën Saxo S1600, assicurandosi la conquista del titolo con una gara di anticipo.

## Dati della prova
| Denominazione ufficiale             | Tour de Corse - Rallye de France                                        |
| Edizione N°                         | 45                                                                      |
| Tappa N°                            | 12 di 14                                                                |
| Data manifestazione                 | da venerdì 19/10/2001 a domenica 21/10/2001                             |
| Sede ospitante                      | Ajaccio (Corsica del Sud, Corsica, Francia)                             |
| Sede parco assistenza               | Campo dell'Oro, Ajaccio                                                 |
| Superficie                          | Asfalto                                                                 |
| Iscritti                            | 93                                                                      |
| Partiti                             | 85                                                                      |
| Arrivati                            | 50 (58,8%)                                                              |
| Prove speciali previste             | 16                                                                      |
| Prove speciali disputate            | 15 (1 cancellata)                                                       |
| Prova più breve                     | 11,02 km (PS7 e PS10: Gare de Carbuccia)                                |
| Prova più lunga                     | 36,73 km (PS3: Ste Marie Sicche)                                        |
| Prova più lenta                     | velocità media di 83,73 km/h (PS8: Vero - Pont d'Azzana 2)              |
| Prova più veloce                    | velocità media di 99,48 km/h (PS14: Pont de Calzola 1)                  |
| Lunghezza prove speciali previste   | 394,04 km                                                               |
| Lunghezza prove speciali disputate  | 366,40 km (40,6% della distanza totale effettiva - cancellati 27,64 km) |
| Lunghezza complessiva trasferimenti | 537,10 km                                                               |
| Distanza totale effettiva           | 903,50 km                                                               |
| Media oraria del vincitore          | velocità media di 92,1 km/h (366,40 km in 3h58'35"5)                    |

## Itinerario
| Frazione 1 (19 ott) |        | 08:15  | Assistenza – Campo dell'Oro (20 m) | –        | 126,81 km |  |  |
| Frazione 1 (19 ott) | PS1    | 08:56  | Cuttoli - Peri 1                   | 17,40 km | 126,81 km |  |  |
| Frazione 1 (19 ott) | PS2    | 09:44  | Ocana - Radicale 1                 | 27,64 km | 126,81 km |  |  |
| Frazione 1 (19 ott) |        | 10:46  | Assistenza – Campo dell'Oro (20 m) | –        | 126,81 km |  |  |
| Frazione 1 (19 ott) | PS3    | 11:46  | Ste Marie Sicche 1                 | 36,73 km | 126,81 km |  |  |
| Frazione 1 (19 ott) |        | 13:23  | Assistenza – Campo dell'Oro (20 m) | –        | 126,81 km |  |  |
| Frazione 1 (19 ott) | PS4    | 14:04  | Cuttoli - Peri 2                   | 17,40 km | 126,81 km |  |  |
| Frazione 1 (19 ott) | PS5    | 14:52  | Ocana - Radicale 2                 | 27,64 km | 126,81 km |  |  |
| Frazione 1 (19 ott) |        | 15:39  | Assistenza – Campo dell'Oro (45 m) | –        | 126,81 km |  |  |
|                     |        |        |                                    |          |           |  |  |
| Frazione 2 (20 ott) |        | 08:15  | Assistenza – Campo dell'Oro (20 m) | –        | 155,55 km |  |  |
| Frazione 2 (20 ott) | PS6    | 09:15  | Ste Marie Sicche 2                 | 36,73 km | 155,55 km |  |  |
| Frazione 2 (20 ott) |        | 10:54  | Assistenza – Ajaccio (20 m)        | –        | 155,55 km |  |  |
| Frazione 2 (20 ott) | PS7    | 11:40  | Gare de Carbuccia 1                | 11,02 km | 155,55 km |  |  |
| Frazione 2 (20 ott) | PS8    | 12:05  | Vero - Pont d'Azzana 1             | 18,28 km | 155,55 km |  |  |
| Frazione 2 (20 ott) | PS9    | 12:40  | Lopigna - Sarrola 1                | 30,11 km | 155,55 km |  |  |
| Frazione 2 (20 ott) |        | 13:45  | Assistenza – Ajaccio (20 m)        | –        | 155,55 km |  |  |
| Frazione 2 (20 ott) | PS10   | 14:31  | Gare de Carbuccia 2                | 11,02 km | 155,55 km |  |  |
| Frazione 2 (20 ott) | PS11   | 14:57  | Vero - Pont d'Azzana 2             | 18,28 km | 155,55 km |  |  |
| Frazione 2 (20 ott) | PS12   | 15:32  | Lopigna - Sarrola 2                | 30,11 km | 155,55 km |  |  |
| Frazione 2 (20 ott) |        | 16:22  | Assistenza – Campo dell'Oro (45 m) | –        | 155,55 km |  |  |
|                     |        |        |                                    |          |           |  |  |
| Frazione 3 (21 ott) |        | 09:05  | Assistenza – Campo dell'Oro (20 m) | –        | 111,68 km |  |  |
| Frazione 3 (21 ott) | PS13   | 09:59  | Pentiencier Coti 1                 | 24,05 km | 111,68 km |  |  |
| Frazione 3 (21 ott) | PS14   | 10:35  | Pont de Calzola 1                  | 31,79 km | 111,68 km |  |  |
| Frazione 3 (21 ott) |        | 11:43  | Assistenza – Campo dell'Oro (20 m) | –        | 111,68 km |  |  |
| Frazione 3 (21 ott) | PS15   | 12:37  | Pentiencier Coti 2                 | 24,05 km | 111,68 km |  |  |
| Frazione 3 (21 ott) | PS16   | 13:13  | Pont de Calzola 2                  | 31,79 km | 111,68 km |  |  |
| Frazione 3 (21 ott) |        | 14:06  | Assistenza – Campo dell'Oro (20 m) | –        | 111,68 km |  |  |
| Totale              | Totale | Totale | Totale                             | Totale   | 394,04 km |  |  |

## Risultati

### Classifica
| Pos.                        | Nº       | Pilota             | Copilota             | Auto                     | Squadra                 | Classe     | Tempo     | Distacco | Punti    |
| Generale                    | Generale | Generale           | Generale             | Generale                 | Generale                | Generale   | Generale  | Generale | Generale |
| --------------------------- | -------- | ------------------ | -------------------- | ------------------------ | ----------------------- | ---------- | --------- | -------- | -------- |
| 1.                          | 15       | Jesús Puras        | Marc Martí           | Citroën Xsara WRC        | Automobiles Citroën     | WRC        | 3h58'35"5 | –        | 10       |
| 2.                          | 16       | Gilles Panizzi     | Hervé Panizzi        | Peugeot 206 WRC (2001)   | Peugeot Total           | WRC        | 3h58'53"0 | +17"5    | 6        |
| 3.                          | 2        | Didier Auriol      | Denis Giraudet       | Peugeot 206 WRC (2001)   | Peugeot Total           | WRC        | 3h59'47"4 | +1'11"9  | 4        |
| 4.                          | 5        | Richard Burns      | Robert Reid          | Subaru Impreza WRC2001   | Subaru World Rally Team | WRC        | 4h03'28"6 | +4'53"1  | 3        |
| 5.                          | 6        | Petter Solberg     | Phil Mills           | Subaru Impreza WRC2001   | Subaru World Rally Team | WRC        | 4h03'29"4 | +4'53"9  | 2        |
| 6.                          | 18       | Markko Märtin      | Michael Park         | Subaru Impreza WRC2001   | Subaru World Rally Team | WRC        | 4h03'57"1 | +5'21"6  | 1        |
| 7.                          | 29       | Harri Rovanperä    | Risto Pietiläinen    | Peugeot 206 WRC (2001)   | H.F. Grifone SRL        | WRC        | 4h06'02"4 | +7'26"9  | -        |
| 8.                          | 9        | Piero Liatti       | Carlo Cassina        | Hyundai Accent WRC2      | Hyundai Castrol WRT     | WRC        | 4h06'44"7 | +8'09"2  | -        |
| 9.                          | 10       | Alister McRae      | David Senior         | Hyundai Accent WRC2      | Hyundai Castrol WRT     | WRC        | 4h07'28"2 | +8'52"7  | -        |
| 10.                         | 17       | François Delecour  | Daniel Grataloup     | Ford Focus RS WRC 01     | Ford Motor Co. Ltd.     | WRC        | 4h08'41"6 | +10'06"1 | -        |
| Coppa FIA piloti gruppo N   |          |                    |                      |                          |                         |            |           |          |          |
| 1. (17.)                    | 28       | Gustavo Trelles    | Jorge del Buono      | Mitsubishi Lancer Evo VI | -                       | N4 / Gr. N | 4h22'51"3 | –        | 10       |
| 2. (18.)                    | 41       | Jean-Marc Sanchez  | Jean-François Scelo  | Mitsubishi Lancer Evo VI | -                       | N4 / Gr. N | 4h23'43"4 | +52"1    | 6        |
| 3. (24.)                    | 48       | Stanislav Grjazin  | Dmitrij Eremeev      | Mitsubishi Lancer Evo VI | -                       | N4 / Gr. N | 4h28'59"5 | +6'08"2  | 4        |
| 4. (26.)                    | 83       | Eddie Mercier      | Jean-Michel Veret    | Renault Clio RS          | -                       | N3 / Gr. N | 4h30'23"8 | +7'32"5  | 3        |
| 5. (30.)                    | 82       | Richard Bourcier   | Jean-Marc Ducousso   | Renault Clio RS          | -                       | N3 / Gr. N | 4h37'12"2 | +14'20"9 | 2        |
| 6. (31.)                    | 47       | Jean-Paul Aymé     | Brigitte Aymé        | Mitsubishi Lancer Evo VI | -                       | N4 / Gr. N | 4h40'38"7 | +17'47"4 | 1        |
| Coppa FIA piloti Super 1600 |          |                    |                      |                          |                         |            |           |          |          |
| 1. (13.)                    | 53       | Sébastien Loeb     | Daniel Elena         | Citroën Saxo S1600       | -                       | A6 / S1600 | 4h16'16"4 | –        | 10       |
| 2. (14.)                    | 52       | Andrea Dallavilla  | Giovanni Bernacchini | Fiat Punto S1600         | -                       | A6 / S1600 | 4h16'24"9 | +8"5     | 6        |
| 3. (15.)                    | 56       | Giandomenico Basso | Flavio Guglielmini   | Fiat Punto S1600         | Top Run                 | A6 / S1600 | 4h21'25"7 | +5'09"3  | 4        |
| 4. (16.)                    | 55       | Niall McShea       | Michael Orr          | Citroën Saxo S1600       | -                       | A6 / S1600 | 4h21'47"9 | +5'31"5  | 3        |
| 5. (19.)                    | 58       | Sergio Vallejo     | Diego Vallejo        | Fiat Punto S1600         | Pronto Racing           | A6 / S1600 | 4h24'13"4 | +7'57"0  | 2        |
| 6. (20.)                    | 63       | Martin Stenshorne  | Clive Jenkins        | Ford Puma S1600          | -                       | A6 / S1600 | 4h25'52"1 | +9'35"7  | 1        |

| Principali ritiri | Principali ritiri | Principali ritiri | Principali ritiri  | Principali ritiri      | Principali ritiri            | Principali ritiri | Principali ritiri   | Principali ritiri |
| PS                | Nº                | Pilota            | Copilota           | Auto                   | Squadra                      | Classe            | Causa               | Pos. rit.         |
| ----------------- | ----------------- | ----------------- | ------------------ | ---------------------- | ---------------------------- | ----------------- | ------------------- | ----------------- |
| PS 1              | 14                | Philippe Bugalski | Jean-Paul Chiaroni | Citroën Xsara WRC      | Automobiles Citroën          | WRC               | Incidente           | -                 |
| PS 1              | 24                | Toshihiro Arai    | Glenn Macneall     | Subaru Impreza WRC2001 | Subaru World Rally Team      | WRC               | Incidente           | -                 |
| PS 2              | 3                 | Carlos Sainz      | Luis Moya          | Ford Focus RS WRC 01   | Ford Motor Co. Ltd.          | WRC               | Pressione dell'olio | 8º                |
| PS 5              | 7                 | Tommi Mäkinen     | Risto Mannisenmäki | Mitsubishi Lancer WRC  | Marlboro Mitsubishi Ralliart | WRC               | Incidente           | 8º                |
| PS 6              | 12                | Bruno Thiry       | Stéphane Prévot    | Škoda Octavia WRC Evo2 | Škoda Motorsport             | WRC               | Trasmissione        | 16º               |
| PS 9              | 1                 | Marcus Grönholm   | Timo Rautiainen    | Peugeot 206 WRC (2001) | Peugeot Total                | WRC               | Incidente           | 12º               |
| PS 9              | 11                | Armin Schwarz     | Manfred Hiemer     | Škoda Octavia WRC Evo2 | Škoda Motorsport             | WRC               | Rottura meccanica   | 15º               |

Legenda

Pos. = posizione; Nº = numero di gara; PS = prova speciale; Pos. rit. = posizione detenuta prima del ritiro.
| Icona | Classe                                                                                                 |
| ----- | --- |
| WRC   | Equipaggio di classe A8 (World Rally Car) che può conquistare punti per il campionato costruttori.     |
| WRC   | Equipaggio di classe A8 (World Rally Car) che non può conquistare punti per il campionato costruttori. |
| Gr. N | Equipaggio registrato alla Coppa FIA piloti gruppo N.                                                  |
| S1600 | Equipaggio registrato alla Coppa FIA piloti Super 1600.                                                |
| TC    | Equipaggio registrato alla Coppa FIA squadre (FIA Team Cup).                                           |
|       | Ulteriori classificazioni.                                                                             |

### Prove speciali
| Frazione            | Prova | Ora   | Nome                   | Lunghezza | Vincitori                                             | Tempo            | Velocità media | Leader del rally             |
| ------------------- | ----- | ----- | ---------------------- | --------- | ----------------------------------------------------- | ---------------- | -------------- | ---------------------------- |
| Frazione 1 (19 ott) | PS1   | 08:56 | Cuttoli - Peri 1       | 17,40 km  | Gilles Panizzi Hervé Panizzi                          | 11'24"6          | 91,5 km/h      | Gilles Panizzi Hervé Panizzi |
| Frazione 1 (19 ott) | PS2   | 09:44 | Ocana - Radicale 1     | 27,64 km  | Jesús Puras Marc Martí                                | 17'17"5          | 95,9 km/h      | Jesús Puras Marc Martí       |
| Frazione 1 (19 ott) | PS3   | 11:46 | Ste Marie Sicche 1     | 36,73 km  | Jesús Puras Marc Martí                                | 23'49"7          | 92,5 km/h      | Jesús Puras Marc Martí       |
| Frazione 1 (19 ott) | PS4   | 14:04 | Cuttoli - Peri 2       | 17,40 km  | Gilles Panizzi Hervé Panizzi                          | 11'21"8          | 91,9 km/h      | Jesús Puras Marc Martí       |
| Frazione 1 (19 ott) | PS5   | 14:52 | Ocana - Radicale 2     | 27,64 km  | prova cancellata                                      | prova cancellata |                | Jesús Puras Marc Martí       |
|                     |       |       |                        |           |                                                       |                  |                | Jesús Puras Marc Martí       |
| Frazione 2 (20 ott) | PS6   | 09:15 | Ste Marie Sicche 2     | 36,73 km  | Jesús Puras Marc Martí                                | 23'38"2          | 93,2 km/h      | Jesús Puras Marc Martí       |
| Frazione 2 (20 ott) | PS7   | 11:40 | Gare de Carbuccia 1    | 11,02 km  | Gilles Panizzi Hervé Panizzi                          | 7'14"3           | 91,3 km/h      | Jesús Puras Marc Martí       |
| Frazione 2 (20 ott) | PS8   | 12:05 | Vero - Pont d'Azzana 1 | 18,28 km  | Colin McRae Nicky Grist                               | 13'06"0          | 83,7 km/h      | Jesús Puras Marc Martí       |
| Frazione 2 (20 ott) | PS9   | 12:40 | Lopigna - Sarrola 1    | 30,11 km  | Jesús Puras Marc Martí                                | 19'33"8          | 92,3 km/h      | Jesús Puras Marc Martí       |
| Frazione 2 (20 ott) | PS10  | 14:31 | Gare de Carbuccia 2    | 11,02 km  | Jesús Puras Marc Martí e Gilles Panizzi Hervé Panizzi | 7'17"8           | 90,6 km/h      | Jesús Puras Marc Martí       |
| Frazione 2 (20 ott) | PS11  | 14:57 | Vero - Pont d'Azzana 2 | 18,28 km  | Jesús Puras Marc Martí                                | 12'48"1          | 85,7 km/h      | Jesús Puras Marc Martí       |
| Frazione 2 (20 ott) | PS12  | 15:32 | Lopigna - Sarrola 2    | 30,11 km  | Jesús Puras Marc Martí                                | 19'23"4          | 93,2 km/h      | Jesús Puras Marc Martí       |
|                     |       |       |                        |           |                                                       |                  |                | Jesús Puras Marc Martí       |
| Frazione 3 (21 ott) | PS13  | 09:59 | Penitencier Coti 1     | 24,05 km  | Gilles Panizzi Hervé Panizzi                          | 15'10"6          | 95,1 km/h      | Jesús Puras Marc Martí       |
| Frazione 3 (21 ott) | PS14  | 10:35 | Pont de Calzola 1      | 31,79 km  | Jesús Puras Marc Martí                                | 19'10"4          | 99,5 km/h      | Jesús Puras Marc Martí       |
| Frazione 3 (21 ott) | PS15  | 12:37 | Penitencier Coti 2     | 24,05 km  | Gilles Panizzi Hervé Panizzi                          | 15'08"2          | 95,3 km/h      | Jesús Puras Marc Martí       |
| Frazione 3 (21 ott) | PS16  | 13:13 | Pont de Calzola 2      | 31,79 km  | Richard Burns Robert Reid                             | 20'32"8          | 92,8 km/h      | Jesús Puras Marc Martí       |

## Classifiche mondiali
Classifica piloti
| Pos. | Pos. | Pilota            | Punti |
| ---- | ---- | ----------------- | ----- |
| 1    |      | Colin McRae       | 40    |
| 2    |      | Tommi Mäkinen     | 40    |
| 3    | 1    | Richard Burns     | 34    |
| 4    | 1    | Carlos Sainz      | 33    |
| 5    |      | Harri Rovanperä   | 27    |
| 6    |      | Gilles Panizzi    | 22    |
| 7    | 1    | Didier Auriol     | 19    |
| 8    | 1    | Marcus Grönholm   | 16    |
| 9    |      | François Delecour | 15    |
| 10   |      | Petter Solberg    | 11    |
| 11   | N    | Jesús Puras       | 10    |
| 12   | 1    | Freddy Loix       | 9     |
| 13   | 1    | Armin Schwarz     | 7     |
| 14   | 1    | Sébastien Loeb    | 6     |
| 15   | 1    | Thomas Rådström   | 6     |
| 16   | 1    | Toni Gardemeister | 5     |
| 17   | 1    | Toshihiro Arai    | 3     |
| 18   | 1    | Markko Märtin     | 3     |
| 19   | 1    | Renato Travaglia  | 2     |
| 20   | 1    | Alister McRae     | 1     |
| 21   | 1    | Philippe Bugalski | 1     |
| 22   | 1    | Pasi Hagström     | 1     |
| 23   | 1    | Gabriel Pozzo     | 1     |

Classifica costruttori WRC
| Pos. | Pos. | Squadra                      | Punti |
| ---- | ---- | ---------------------------- | ----- |
| 1    |      | Ford Motor Co. Ltd.          | 83    |
| 2    | 1    | Peugeot Total                | 76    |
| 3    | 1    | Marlboro Mitsubishi Ralliart | 67    |
| 4    |      | Subaru World Rally Team      | 55    |
| 5    |      | Škoda Motorsport             | 15    |
| 6    |      | Hyundai Castrol WRT          | 13    |

Legenda: Pos.= Posizione;  N = In classifica per la prima volta.